# Euploea hyems
Euploea hyems är en fjärilsart som beskrevs av Butler 1866. Euploea hyems ingår i släktet Euploea och familjen praktfjärilar. Inga underarter finns listade i Catalogue of Life.